# Olaug Tvedten
Olaug Tvedten (* 20. Juli 2000) ist eine norwegische Fußballspielerin. Seit August 2021 ist sie Vertragsspielerin von Vålerenga Oslo.

## Karriere

### Vereine
Tvedten begann im Alter von 14 Jahren für den in Leirvik auf der Insel Stord ansässigen Idrettslaget Trott mit dem Fußballspielen. Nach Avaldsnes auf die Insel Karmøy gelangt, kam sie dort für den Avaldsnes IL vom 4. September bis zum 5. November 2016 das erste Mal in der Toppserien, der höchsten Spielklasse im norwegischen Frauenfußball, in vier Punktspielen zum Einsatz. Ihr Debüt im Seniorinnenbereich begann mit der Einwechslung in der 68. Minute für Þórunn Helga Jónsdóttir beim 3:0-Sieg im Heimspiel gegen den Trondheims-Ørn SK am 16. Spieltag. Von 2017 bis 2020 bestritt sie 74 weitere Punktspiele, in denen ihr elf Tore gelangen. Ihr erstes erzielte sie am 27. April 2019 (5. Spieltag) bei der 4:6-Niederlage im Auswärtsspiel gegen den IL Sandviken mit dem Treffer zum 2:2 in der 49. Minute.
Seit ihrer Vertragsunterzeichnung mit Vålerenga Oslo im August 2021, spielt sie nunmehr für den Ligakonkurrenten, mit dem sie (bislang) je zweimal die Meisterschaft und den Vereinspokal gewann.

### Nationalmannschaft
Nachdem Tvedten für die Nachwuchsnationalmannschaften des NFF der Altersklassen U15 bis U19 in fünf Jahren insgesamt 50 Länderspiele, davon vier bei der U17-Europameisterschaft 2017 und zwei bei der U19-Europameisterschaft 2018 bestritten hatte, kam sie am 28. August 2019 in Loughborough bei der 0:2-Niederlage im Freundschaftsspiel gegen die US-amerikanische U23-Nationalmannschaft zu ihrem Debüt in der U23-Nationalmannschaft. Bis zum 25. Oktober 2024 bestritt sie zehn weitere Länderspiele in dieser Altersklasse. Am 6. Oktober 2022 erzielte sie in dieser beim 2:0-Sieg im Freundschaftsspiel gegen die U23-Nationalmannschaft Englands mit dem Treffer zum Endstand in der 18. Minute ihr erstes Tor. Ihr Debüt in der A-Nationalmannschaft erlebte sie am 3. Dezember 2024 im Osloer Ullevaal-Stadion beim 3:0-Sieg über die Nationalmannschaft Nordirlands im Zweitrundenrückspiel der Playoffs für die Teilnahme an der Europameisterschaft 2025 in der Schweiz; sie wurde in der 77. Minute für Frida Leonhardsen Maanum eingewechselt.

## Erfolge
Nationalmannschaft
- Halbfinalist U19-Europameisterschaft 2019
- Halbfinalist U17-Europameisterschaft 2017

Vålerenga Oslo
- Norwegischer Meister 2023, 2024
- Norwegischer Pokal-Sieger 2021, 2024

Avaldsnes IL
- Zweiter Meisterschaft 2016, 2017
- Norwegischer Pokal-Sieger 2017